# Ordre de l'Union parfaite
L’ordre de l’Union parfaite aussi ordre de la Fidélité est un ordre honorifique dano-norvégien, créé par la reine Sophie-Madeleine pour commémorer les dix ans son mariage heureux avec le roi Christian VI de Danemark et Norvège le 7 août 1732.
Au départ, l’"Ordenen de l'union parfaite" (en français dans le texte original) était aussi ouvert aux femmes. Il a été attribué jusqu’à son décès le 27 mai 1770.